# Jacques Tourneur, le médium (filmer l'invisible)
 (mai 2024).

Jacques Tourneur, le médium (filmer l’invisible) est un documentaire français réalisé par Alain Mazars, sorti en 2015 sur Ciné+.

## Synopsis
Réalisateur à l’esprit pourtant très scientifique, Jacques Tourneur, fils de Maurice, croit dans le monde invisible. C’est le point de départ de ce documentaire qui se présente comme une immersion subjective dans l’univers de ce cinéaste qui a abordé tous les genres à travers ses films et qui comporte également les témoignages de personnalités comme Pierre Rissient, Bertrand Tavernier, Dominique Rabourdin, N. T. Binh, Frank Lafond, Joël Farges, Serge Le Péron, Gilles Menegaldo, Philippe Rouyer, passionnées par son œuvre.

## Fiche technique
- Titre : Jacques Tourneur, le médium (filmer l’invisible)
- Scénario et réalisation : Alain Mazars
- Production : Movie Da (Jean-Fabrice Barnault)
- Musique : Jessica Mazars
- Image : Henry Notturno  et Alain Mazars
- Montage : David Pujol et Alain Mazars
- Mixage son : Alexandre Lorin
- Pays d'origine :  France
- Genre : documentaire
- Durée : 60 minutes
- Date de sortie : 2015
- Diffusion : Ciné+

## Distinctions
- 2015 : Sélection officielle de la Mostra de Venise
- 2017 : Festival de Locarno
- 2017 : Canberra International Film Festival
- 2017 : Diffusé à la Cinémathèque Française lors du cycle Jacques Tourneur (30 Aout - 8 octobre 2017)